# Humedal Vegas de Chivilcán
El humedal Vegas de Chivilcán se ubica al norte del sector Pedro de Valdivia y al oeste del cerro Ñielol, comuna de Temuco, Chile.

## Descripción
El humedal tiene un rol fundamental para la estabilidad de las ciudades de Temuco y Labranza, ya que actúa como un embalse natural que logra regular parcialmente las crecidas e inundaciones del canal Gabriela Mistral/Botrolhue.
Está compuesto por un terreno de bajo relieve, alimentado por el estero Pichitemuco, de norte a sur, y bordeado, por el sur, por los esteros Colico y Coilaco, el cual viene del oeste para seguir bajando, hasta unirse con el canal Gibbs/Gabriela Mistral. Estos esteros tienen una anchura que varia entre los 5 y los 10 metros y una profundidad entre 1 y 3 metros. También, cuenta con, aproximadamente, 11 canales menores, en su mayoría, ubicados en la zona sureste. 

## Flora
La flora, dentro del humedal, está constituida, a simple vista, por vegetación baja a excepción de monocultivos de eucaliptus y otras especias de árboles usadas para delimitar los terrenos en que está dividido el humedal, sobre todo en la zona norte. Se encontraron 42 especies, de las cuales la mayor parte corresponden a plantas dicotiledóneas. Agrostis capillaris es la especie más abundante, y Juncus procerus, la segunda en abundancia.

Se observan, también, plantas como el poleo, la manzanilla, La alverjilla y el pica-pica, en el borde de la ruta S-352, como también en la zona sureste, aunque estos se encuentran quemados debido a incendios forestales.

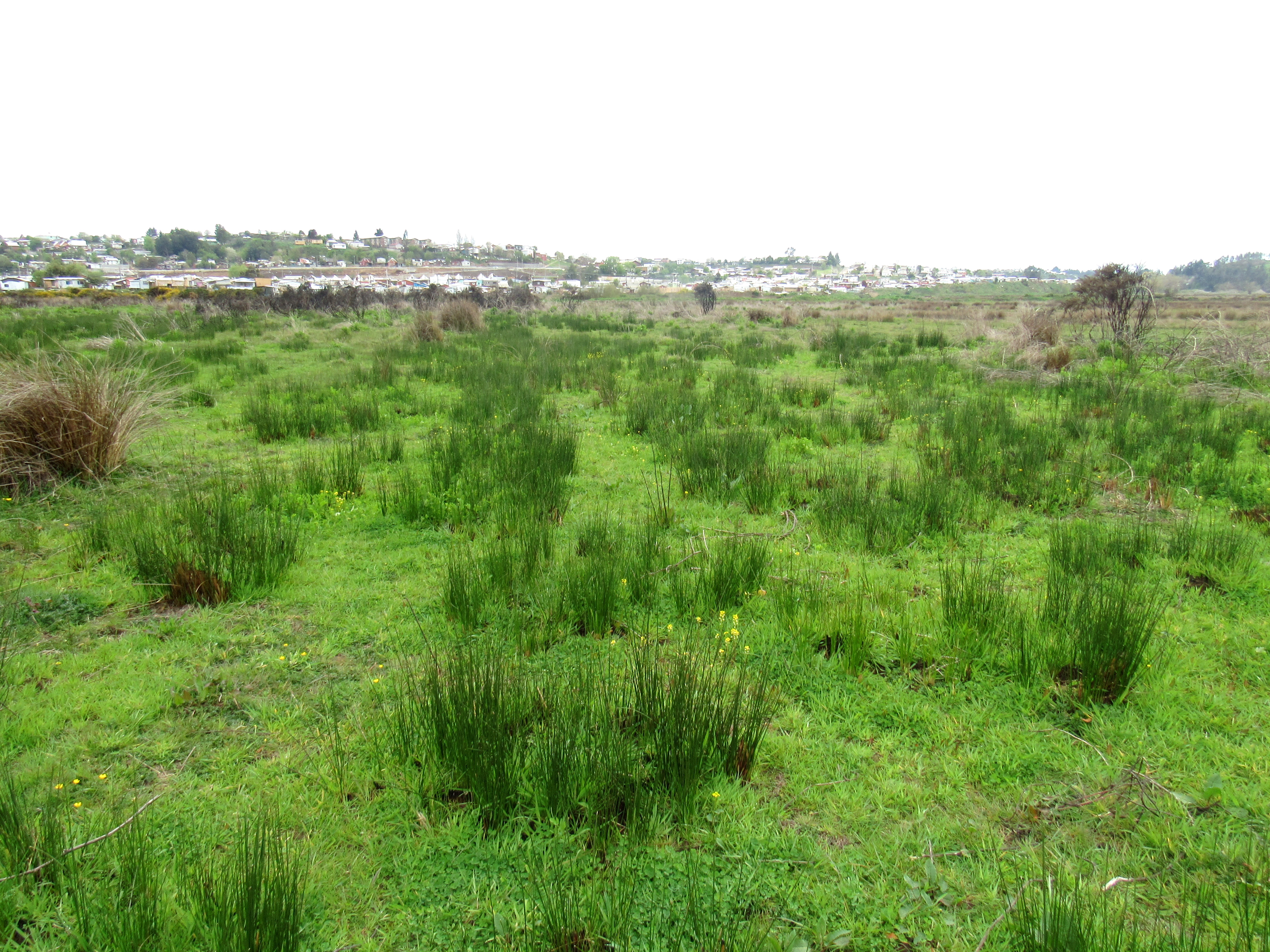
Juquillo, Juncus procesus.
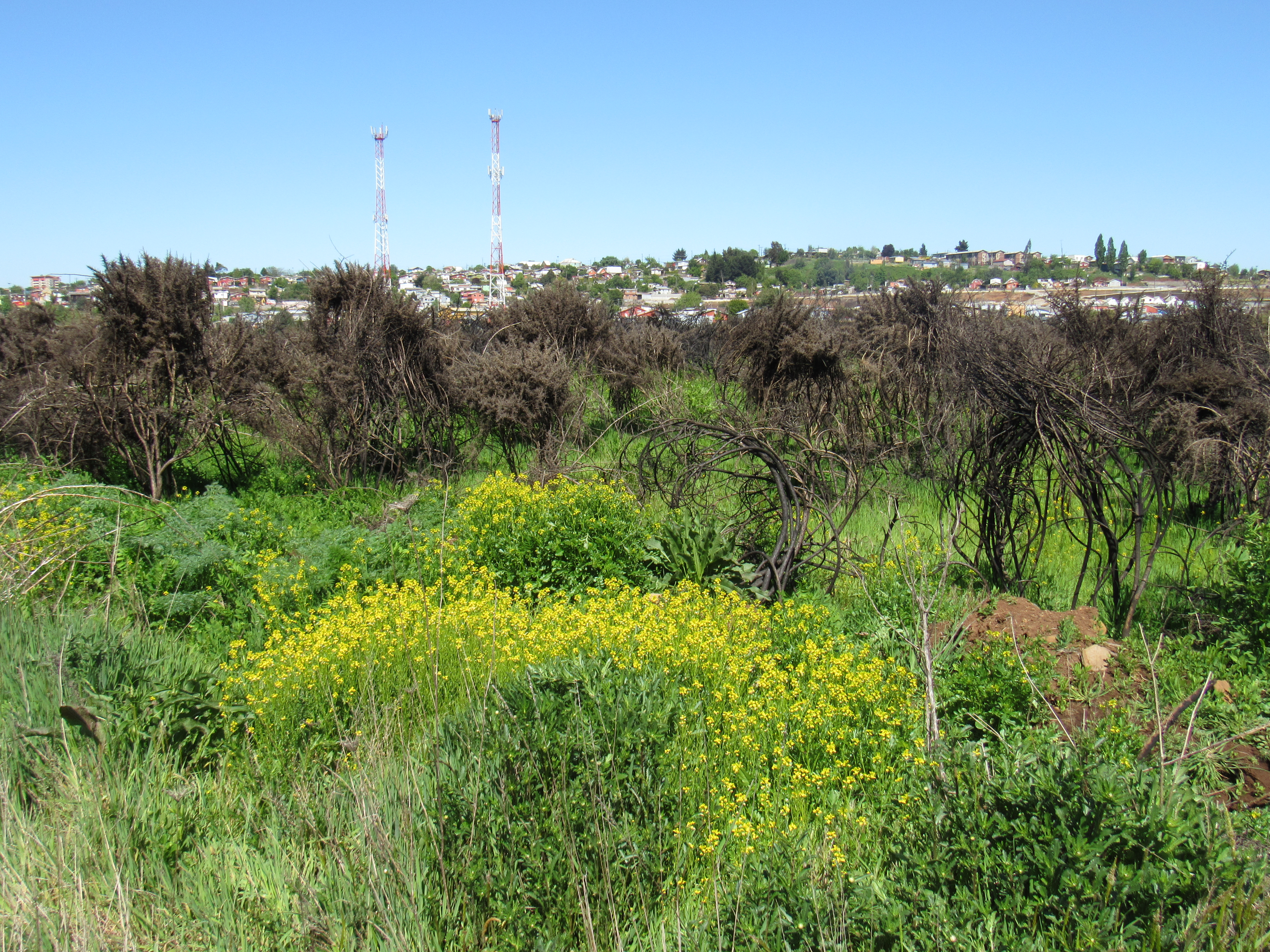
Arbustos pica-pica quemados.

## Problemáticas

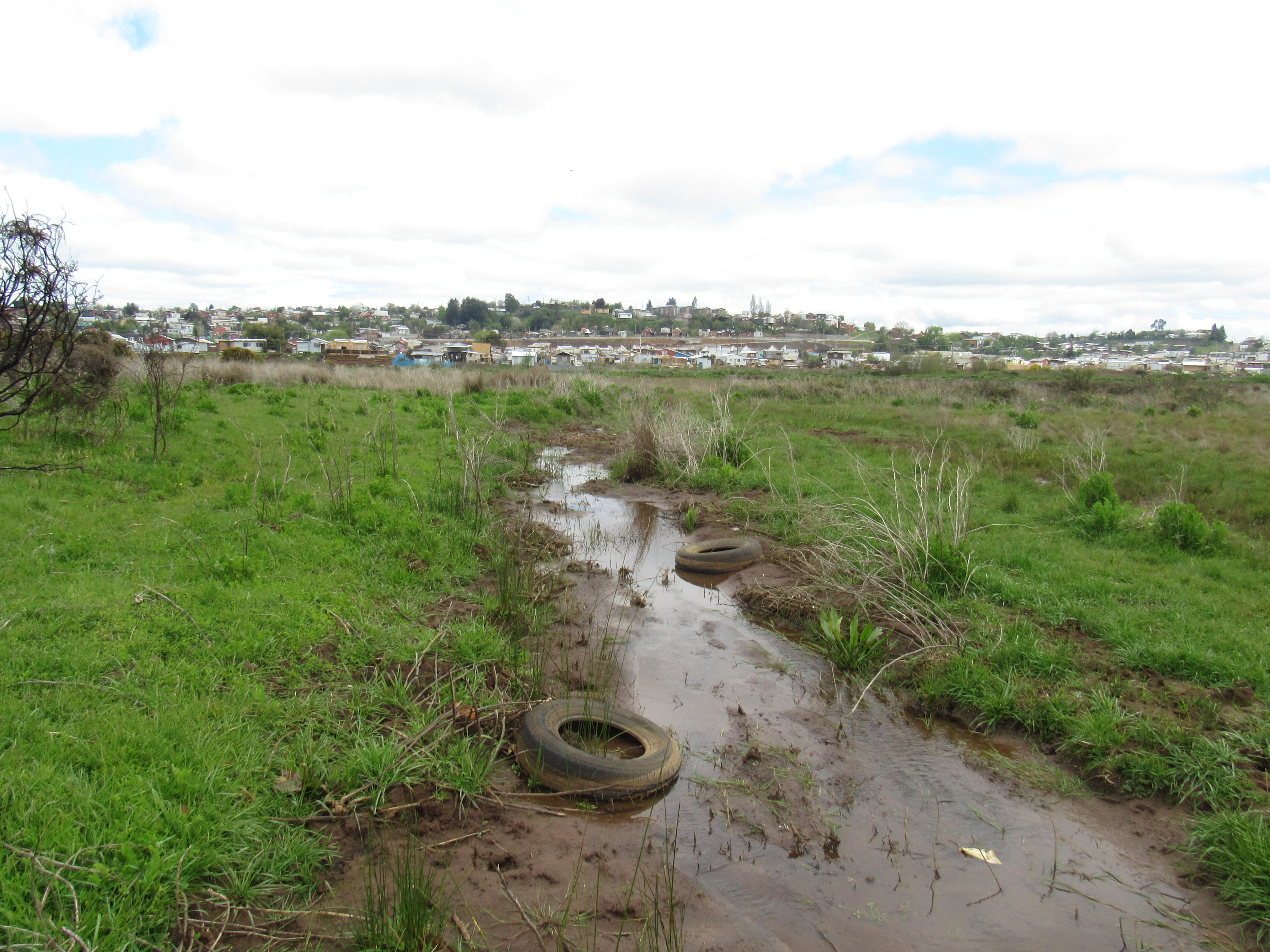
Canal menor contaminado por basura.

### Rellenos
Actualmente, el humedal es afectado, principalmente, por rellenos de tierra y ripio, los cuales se concentran en la zona suroeste, cerca de las calles Los Maitenes, y en el sureste, cerca de la avenida Prieto Norte.